# Mayak (Armavir, Krasnodar)
Mayak (del ruso: Маяк) es un posiólok del ókrug urbano de la ciudad de Armavir, en el krai de Krasnodar de Rusia. Está situado al sur de la orilla izquierda del río Kubán, 14 km al noroeste de Armavir y 154 km al este de Krasnodar. Tenía 206 habitantes en 2010.
Pertenece al ókrug rural Prirechni.

## Historia
Era la sección n.º 3 del sovjós Vostok en la década de 1980.